# Antoni (metropolita Moskwy)
Antoni (ur. 1501, zm. 1581) – metropolita Moskwy i Wszechrusi.